# Grevillea annulifera
Grevillea annulifera är en tvåhjärtbladig växtart som beskrevs av F. Müll.. Grevillea annulifera ingår i släktet Grevillea och familjen Proteaceae. Inga underarter finns listade i Catalogue of Life.